# グレナダ占領 (1779年)
グレナダ占領 （グレナダせんりょう、英: Capture of Grenada）は、アメリカ独立戦争中盤の1779年7月2日から4日に、フランスがイギリス領西インド諸島のグレナダに侵攻し、占領した戦いである。デスタン伯爵が指揮するフランス軍は7月2日にグレナダ島に上陸し、3日から4日にかけた夜に島の首都セントジョージズを見下ろすホスピタル・ヒルにあったイギリス軍要塞を攻撃した。そこで捕獲した大砲がジョージ砦に向けられたので、島の総督マカートニー卿が降伏のための交渉に応じた。
デスタン提督はマカートニーの提示した降伏条件を拒否し、既に書いていた厳しい条件の採用に固執した。マカートニーはこれを拒否し、無条件降伏を選んだ。その後、デスタンは部隊に町の略奪を許可し、マカートニーは戦争捕虜としてフランスに送られた。
7月5日、ジョン・バイロン提督の指揮するイギリス艦隊が接近しているという情報が入り、フランス軍は艦船に再度乗り込んだ。翌7月6日にグレナダの海戦が起こり、フランス艦隊は、イギリスの艦船数隻に大きな損傷を与えた。海戦の後、両艦隊はそれぞれの基地に戻った。グレナダ島は独立戦争の終戦までフランスの支配下に留まり、1783年のパリ条約の条件によってイギリスの支配に戻された。

## 背景
1778年初期にフランスが仏米同盟によってアメリカ独立戦争に参戦した。フランス海軍のデスタン提督は1778年12月初旬に西インド諸島に到着した。その艦隊は12艦の戦列艦に多くの小艦艇が組み合わされていた。これと同じ頃、イギリスのウィリアム・ホザム提督が指揮する艦隊もカリブ海に到着しており、サミュエル・バーリントン提督指揮下の西インド諸島艦隊を補強した。イギリス艦隊は続いてフランスが保持していたセントルシアを占領した。このときはデスタンの艦隊が救援に駆けつけたが実らなかった。イギリスはデスタンが本拠地にしているマルティニーク島を監視するためにセントルシアを使った。
1779年1月、ジョン・バイロン提督指揮下の戦列艦10艦が到着し、イギリス艦隊はさらなる補強を受けた。バイロンがイギリス領リーワード諸島の指揮を引き継いだ。1779年の前半にフランスもイギリスもさらに補強されており、フランス艦隊がイギリス艦隊を凌ぐようになった。これに加えて、セントキッツ島に集結していたイギリス商船の船団をヨーロッパまで護送するために、バイロンが6月6日にセントルシアを離れたので、デスタンは自由に行動できるようになった。デスタンとマルティニーク総督のド・ブイエ侯爵はこのチャンスを捉えて、近くにあるイギリス領の島々への一連の作戦を開始した。
その最初の標的が、セントルシア島のすぐ南にあるセントビンセント島であり、これを6月18日に占領した。続いてイギリスの重要な拠点であるバルバドス諸島の占領を考えたが、この時点では東よりの貿易風が吹いていたために進むことができず、その代わりに矛先をグレナダに向けた。

## イギリス軍の防御

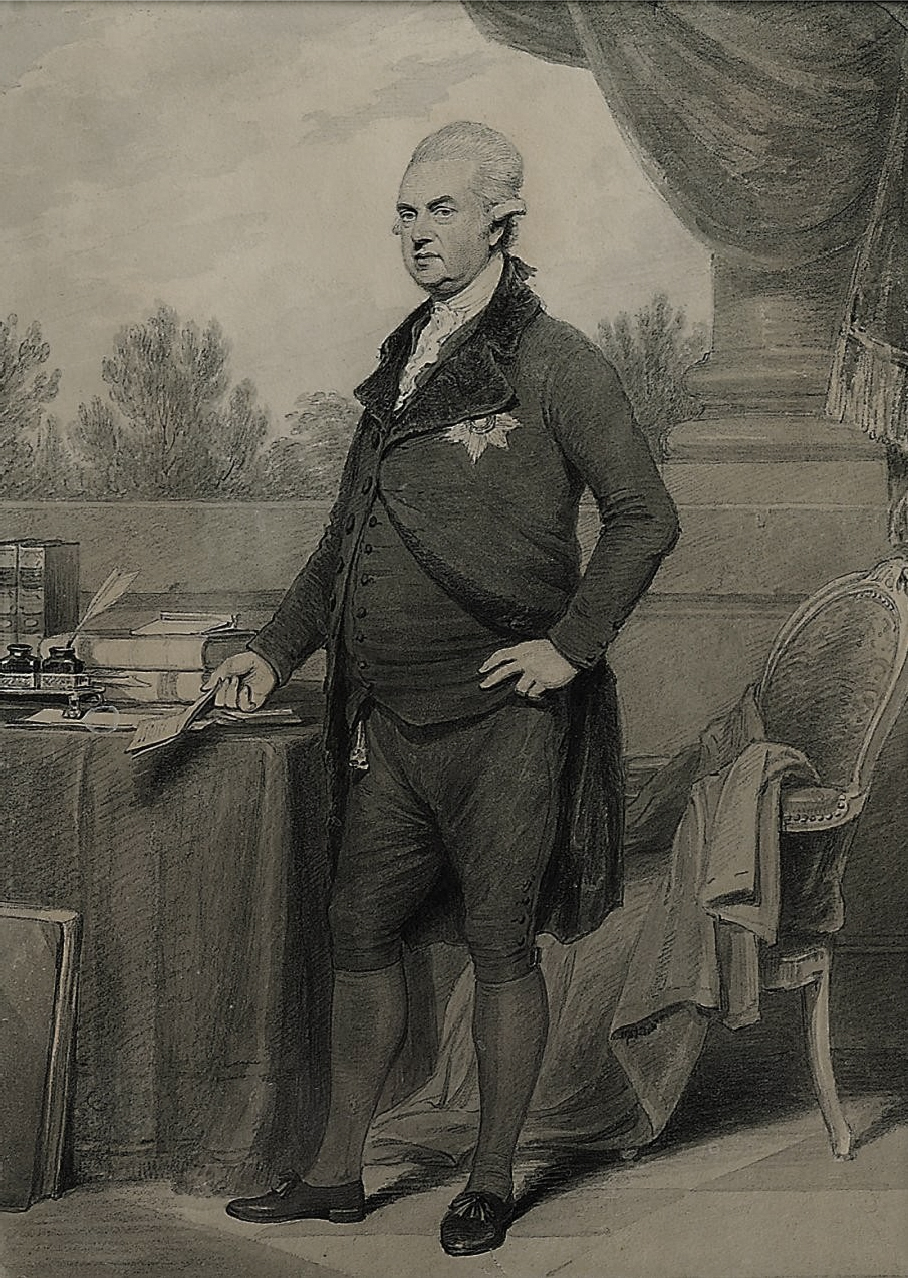
初代マカートニー伯爵ジョージ・マカートニー、ヘンリー・エドリッジ画、1801年

グレナダは当時最大級に裕福なイギリス領であり、そこのプランテーションでは大量の砂糖を生産していた。イギリスの総督マカートニー卿はフランスから攻撃される可能性を警告されていた。バイロン提督やセントキッツのイギリス軍指揮官には繰り返し支援を要請していたが、セントビンセント島がフランスの主要な目標であり、グレナダが攻撃された場合はバイロン提督が救援に向かうと言われていた。しかし、セントビンセント島は6月18日にフランス軍に占領された。
マカートニー卿はその支配下に第48歩兵連隊から引き抜いた101名の兵士と24名の砲兵を保持していた。また400名以上の民兵と志願兵がいたが、その3分の1はフランス人の血筋だったので、これらの戦力を頼りにはできないと思っていた。島の首都のセントジョージズを見下ろす高台であるホスピタル・ヒルに、強力な砦の建設を命じた。この岡の急峻な側面は石壁に守られ、頂上には一連の塹壕を取り囲む防柵があった。

## 占領
7月2日、デスタン艦隊はグレナダ島の海岸沖、セントジョージズのすぐ北に碇泊した。その日にデスタンが上陸させた陸戦部隊は、アイルランド・ディロン連隊の1,400名と、シャンペーン、フォア、オーゼロワ、エイノールト各連隊からの700名だった。フランス軍が到着したので、マカートニー卿はその部隊にホスピタル・ヒルの砦の中に退くよう命じた。7月3日、デスタンはイギリス軍の配置を偵察して過ごした。バイロン提督の艦隊が何時現れるかが心配だったので、ホスピタル・ヒルへの攻撃開始を決断した。まずは交渉の旗を送ってマカートニーに降伏を要求したが、マカートニーはこれを拒んだ。

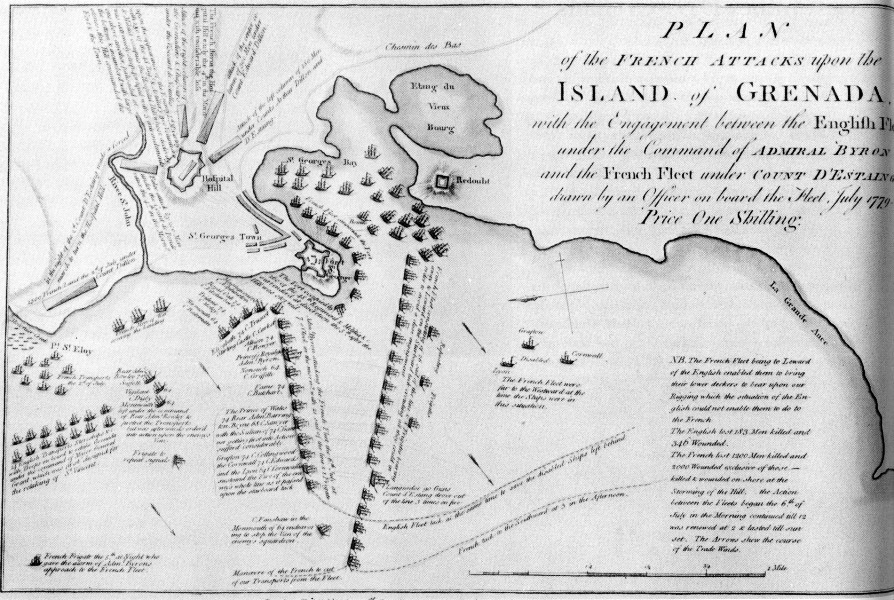
フランス軍の攻撃作戦図

デスタンの攻撃作戦では、3つの部隊が銃剣を付けて砦の背面を攻撃し、一方4つめの小部隊がイギリス軍が攻撃を予想する可能性の強い位置から陽動行動を行うというものだった。7月3日夜、この体系で動き始めた。各部隊は300名がおり、アーサー・ディロン、その兄弟のエドゥアルド、ノエレ伯爵が率いた。アーサー・ディロンの部隊には、ド・デュラー伯爵ジャン＝フランソワが率いる前衛180名が付き、陽動部隊は200名だった。7月4日午前4時、陽動部隊が発砲を始め、他の3部隊は岡への突撃を始めた。イギリス軍守備隊は恐慌に陥り、その大半は岡を駆け下りて、安全と見られるジョージ砦まで逃げた。
イギリス兵はあまりに急いだのでその約束事を忘れてしまった。すなわち大砲の幾つかに犬釘を打ち込むことを疎かにした。大砲の火口に金属製の釘を打ち込んでおけば、大砲は使えなくなっていたはずだった。この高台であれば安全だからと持ち込まれていた多くの貴重品も置きっぱなしだった。フランス軍は捕獲した大砲をジョージ砦に向けて砲弾を放った。マカートニーは事態が絶望的であることを認識し、白旗を揚げさせた。フランス軍は約700名を捕虜にし、そのための損失は戦死36名、負傷71名としていた。しかし、イギリス軍の報告書では、フランス軍の損失が300名に近いと報告していた。フランスは港に停泊していた商船30隻も戦利品として捕獲した。
デスタン提督はマカートニー卿の降伏条件を拒否し、既に書き上げていた条件のリストを示した。マカートニーは、デスタンの提案する条件が「単に前例が無く屈辱を与えるものであるだけでなく、降伏した者達の財産とともに命まで奪いかねない口実をあたえるような、性質と程度と目的で罠にかけ、不確かなもの」であると判断した。マカートニーの諮問委員会も全会一致でフランス軍の提案する降伏条件の拒絶を決め、その代わりに無条件降伏を選んだ。その結果として、デスタンは
部隊兵にセントジョージズの町の略奪を許した。このとき持ち去られたり破壊された物の中には、マカートニー卿の銀器や食器、その衣類の大半、さらに個人文書までが含まれていた。個人文書はマカートニー総督にとってとりわけ厳しい打撃となった。それら文書の写しは安全のために妻がセントルシアに持って行ったが、火事で焼けてしまった。デスタン提督がマカートニー総督を食事に招いたとき、そのとき着ていた上着が唯一残されたものだと言って、身なりのことを弁解した。マカートニーやその他グレナダの指導者達は仮釈放を拒んだので、戦争捕虜としてフランスに送られた。

## 占領の後

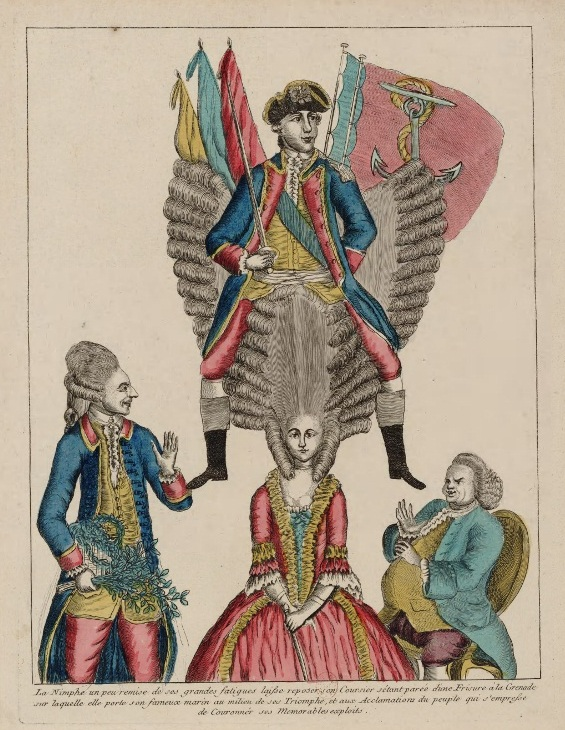
デスタンとその成功を称賛するフランスの政治漫画

バイロン提督は7月1日にセントビンセント島が占領されたことを知らされ、さらにグレナダが攻撃されたのを知った時は、セントビンセント島を取り返しに行くところだった。即座にグレナダに進路を変え、7月6日朝に到着した。デスタンは7月5日にバイロンの意図するところを知らされ、兵士を乗艦させ、6日の午前4時に碇を上げた。両艦隊はグレナダ島沖で交戦し、デスタン艦隊がバイロンの艦隊の統率されていない攻撃を凌いだ。その後しばらくの間、西インド諸島の海域では大きな戦闘が無く、デスタンは北に向かって、9月にイギリスの支配するジョージア州サバンナを囲んだが、包囲戦は失敗した。
グラナダを占領し、バイロン艦隊を破ったデスタンの成功によって、本国で多くの人気を博した。劇作家かつ役者のピエール＝ジャーマン・パリソーが、占領の様子を再現する『ヴニ、ヴィディ、ヴィシ、ウー・ラ・プリズ・ド・グラナダ』と題する戯曲を書いた。デスタンがこの人気作を見ることはなかったが、アメリカのジョン・ポール・ジョーンズがパリを訪れたときに観劇した。
フランスはグレナダを占領している間に、リッチモンド・ヒルに一連の砦建設を始めた。自軍の行ったような攻撃に対抗して守るために、大砲は海よりも陸の方を向いておかれた。この防御施設は1783年以降にイギリス軍によって完成された。
グレナダ島とセントビンセント島は、アメリカ独立戦争の終戦までフランスの支配下に留まり、1783年のパリ条約の条件によってイギリスの支配に戻された。デスタンが総督に指名したド・デュラー伯爵の支配は、イギリス住民に拠れば、厳しく抑圧的なものだったとされている。イギリスが支配権を取り戻すと、圧倒的に多いカトリック教徒のフランス語を話す住民に辛く当たり、不満を抱いた住民をトリニダード島に追い出した。グレナダ住民社会の間での宗教や文化の違いが、1795年から1796年の住民蜂起、フェドン反乱につながり、あやうく成功するところまでいった。